# Răzvan Temeșan
Răzvan Liviu Temeșan a fost directorul Bancorex.
A fost catalogat de presă drept groparul Bancorexului.
Temeșan a fost arestat pentru o lună în decembrie 1999, fiind cercetat în dosarul Albumul.
Temeșan a mai fost arestat în 1997 într-un dosar în care era acuzat de subminare a economiei naționale, aflat la Parchetul CSJ, și in 1999 într-un dosar instrumentat de Parchetul Constanța.